# Paul Rugère
Gustave Paul Guerre connu comme Paul Rugère, né le 17 octobre 1880 dans le 6e arrondissement de Paris et mort pour la France le 19 décembre 1914 à l'hôpital du Val-de-Grâce dans le 5e arrondissement de Paris, est un coureur cycliste et aviateur français.

## Biographie
Il pratique d'abord l'aviron, la course à pied, puis le cyclisme sur route et sur piste, où il remporte quelques succès. Il entraîne des coureurs de demi-fond derrière moto et devient connu en Allemagne dans cette dernière spécialité, sur tandem à moteur.  En 1901, il entraine Major Taylor, lors de sa tournée européenne, derrière un tandem qu'il pilote avec Charles Jue,. 
Il participe à la course sur route Paris-Tourcoing en 1906. 
Enfin, après avoir essayé la compétition automobile, il entre comme mécanicien chez Voisin, en 1911, prend part au concours militaire comme passager du « canard » de Colliex, puis commence son apprentissage à Issy-les-Moulineaux.  Le 14 janvier 1912, Rugère, aux commandes d’un biplan Canard Voisin, pour obtenir son brevet de pilote, heurte au sol le monoplan d'Élie Hanouille. Heureusement, les pilotes en sortent indemnes. Il obtient son brevet de pilote (n°730), le 2 février 1912 toujours sur canard Voisin. 
Il se consacre aux essais, spécialiste des mises au point difficiles pour les Voisin frères et participe également à des courses d'hydravions comme à Saint-Malo pour José Luis Sánchez Besa ou Paris-Deauville,.  Il accomplit un voyage aérien de 350 kilomètres de Paris à Bourg-en-Bresse, ce qui est presque un record, à cette époque. En juillet 1914, il atteint 3 400 m à Issy-les-Moulineaux et bat ainsi le record d'altitude avec 3 passagers sur un biplan Voisin,.
En 1914, il est mobilisé au 2e groupe d'aviation et participe à la défense aérienne de Paris.
Il meurt à l'hôpital militaire du Val-de-Grâce, le 19 décembre 1914, des suites d'un accident d'avion survenu lors d'un atterrissage forcée dans la cour des abattoirs de Vaugirard,. Il est inhumé au cimetière de Montrouge.

## Palmarès sur piste
- 2e de la Roue d'Or de Buffalo en 1906[18].
- Vainqueur du Prix Édouard Taylor en 1907[19].

## Hommage
Le prix Paul Rugère, course de demi-fond derrière moto est couru jusqu'en 1935 au moins.